# 24101 Cassini
24101 Cassini (1999 VA9) là một tiểu hành tinh vành đai chính được phát hiện ngày 9 tháng 11 năm 1999 bởi C. W. Juels ở Fountain Hills.